# Croton palmeri
Croton palmeri là một loài thực vật có hoa trong họ Đại kích. Loài này được Sereno Watson mô tả khoa học đầu tiên năm 1883.